# Шампињи на Марни
Шампињи на Марни (фр. Champigny-sur-Marne) је насељено место у Француској у Париском региону, у департману Долина Марне.
По подацима из 2006. године број становника у месту је био 74.863.

## Демографија
| 1962.  | 1968.  | 1975.  | 1982.  | 1990.  | 1999.  | 2006.  | 2011.  |
| ------ | ------ | ------ | ------ | ------ | ------ | ------ | ------ |
| 57.876 | 70.419 | 80.291 | 76.176 | 79.486 | 74.237 | 74.863 | 75.800 |

## Међународна сарадња
- Musselburgh
- Розињано Маритимо
- Alpiarça, Portugal

+ Bernau (Allemagne)